# Tingvollvågen
Tingvollvågen (eller Tingvoll) är en tätort som utgör centralort i Tingvolls kommun i Møre og Romsdal fylke i Norge. 

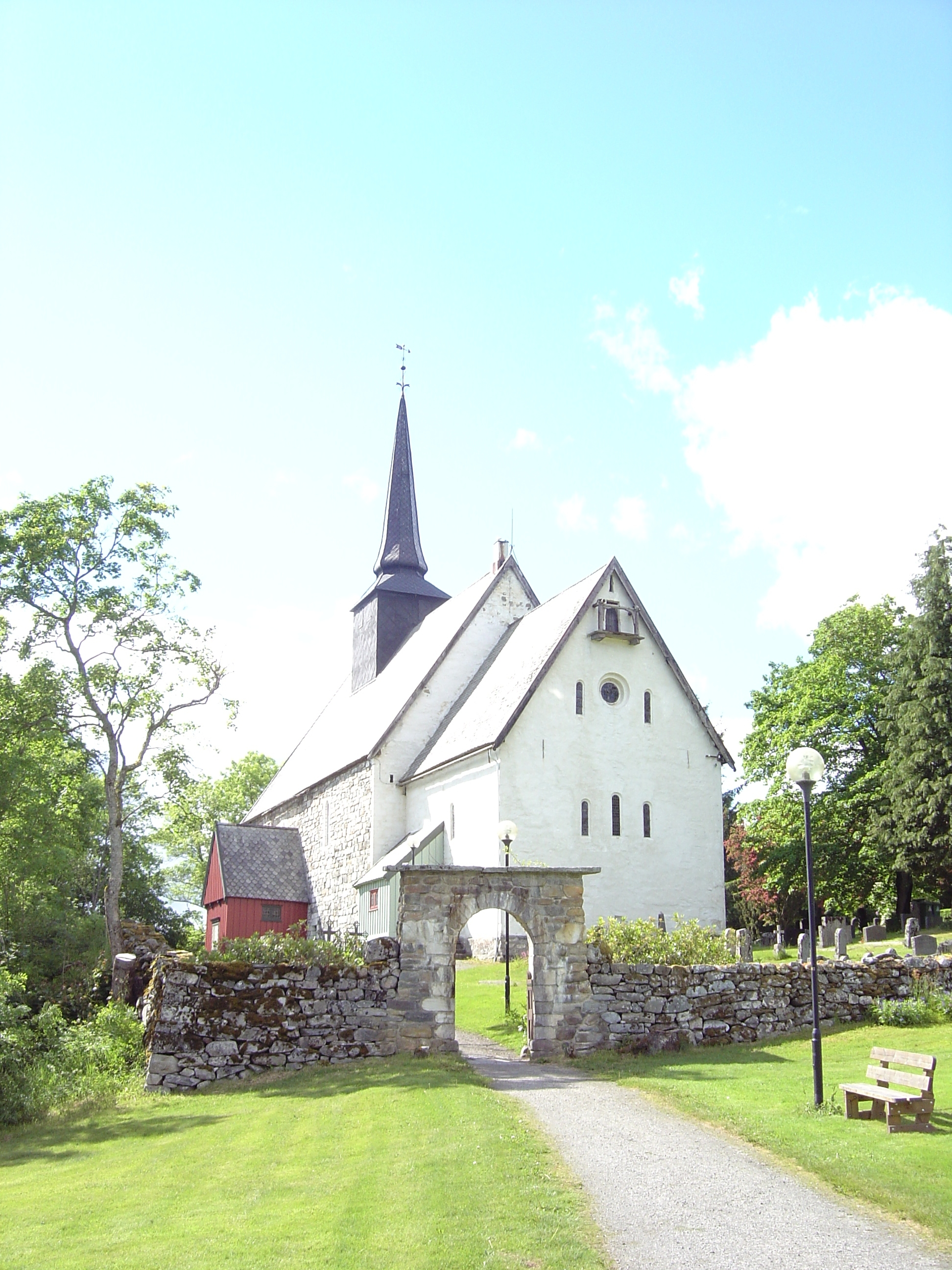
Tingvolls kyrka.